# Poznań
Poznań (tiếng Ba Lan: [ˈpɔznaɲ] ⓘ; tiếng Đức: Posen) là một thành phố nằm bên sông Warta ở vùng Wielkopolskie miền trung-tây Ba Lan và là thành phố lớn thứ 5 đất nước này. Nó được biết đến nhờ khu Phố Cổ mang nét Phục Hưng và nhà thờ chính tòa Ostrów Tumski. Ngày nay, Poznań là một trung tâm hành chính, văn hóa quan trọng với hội chợ Thánh John (Jarmark Świętojański), hội chợ quốc tế Poznań và với món bánh sừng bò Thánh Martin truyền thống.
Poznań nằm trong số những thành phố cổ và đông dân nhất Ba Lan. Dân số năm 2019 là 534.813 người, còn dân số chùm đô thị gồm huyện Poznański và nhiều cộng đồng lân cận là 1,1 triệu người. Vùng đô thị Đại Poznań có dân số 1,3–1,4 triệu người, lan rộng đến những đô thị vệ tinh như Nowy Tomyśl, Gniezno và Września. Đây là thủ phủ của vùng lịch sử Wielkopolska và nay là thủ phủ tỉnh Wielkopolska cùng tên.
Poznań là thành phố lớn thứ năm cả nước và là một trong những thành phố lâu đời nhất ở Ba Lan. Dân số của thành phố là 538.633 (theo năm 2011), trong khi các chùm đô thị của Poznański cộng thềm một số cộng đồng khác là nơi sinh sống của gần 1,1 triệu người. Vùng đô thị Poznań Lớn hơn (PMA) có dân cư trong khoảng 1.3–1.4 triệu dân và mở rộng đến các thị trấn xung quanh bao gồm Nowy Tomyśl, Gniezno và Września, khiến nó trở thành khu vực đô thị lớn thứ tư ở Ba Lan. Đây là thủ đô lịch sử của vùng Đại Ba Lan và hiện là thủ phủ hành chính của tỉnh có tên là Đại Ba Lan Voivodeship
Poznań là trung tâm thương mại, thể thao, giáo dục, công nghệ và du lịch. Các địa danh nổi tiếng nhất của thành phố có thể kể đến Tòa thị chính Poznań, Bảo tàng Quốc gia, Nhà hát Lớn, Nhà thờ Fara, Nhà thờ Poznań và Lâu đài Hoàng gia. Đây là một địa điểm học thuật quan trọng, với khoảng 130.000 sinh viên đang học tại đây cùng Đại học Adam Mickiewicz - trường đại học lớn thứ ba của đất nước. Thành phố cũng tổ chức Hội chợ Quốc tế Poznań - hội chợ công nghiệp lớn nhất ở Ba Lan, đồng thời được coi làmột trong những hội chợ lớn nhất ở châu Âu. Poznań cũng là nơi đặt trụ sở của giáo phận Ba Lan lâu đời nhất, hiện là một trong những tổng giáo phận đông đảo bậc nhất trong cả nước.

## Tên của thành phố

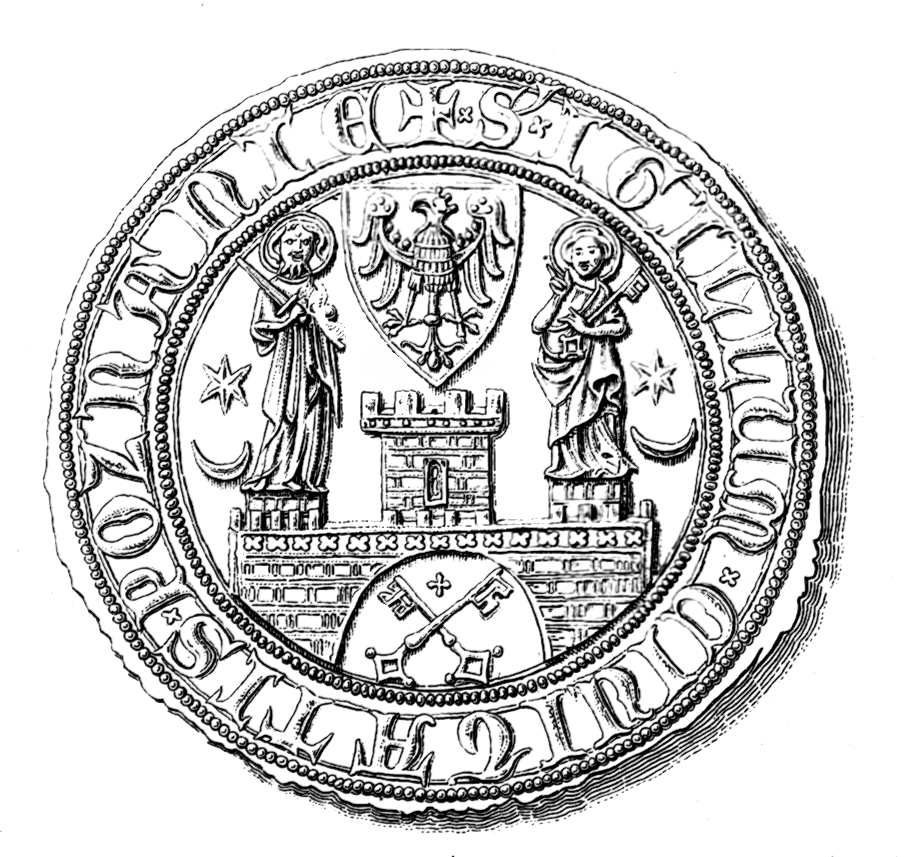
Con dấu từ thế kỷ 14 thể hiện huy hiệu của Poznań
Cái tên Poznań có lẽ xuất phát từ tên của một cá nhân, Poznan (từ phân từ tiếng Ba Lan poznan(y) - "một người được biết đến / được công nhận"), và có nghĩa là "thị trấn của Poznan" (không được xác nhận). Một cách giải thích khác là Poznan xuất phát trực tiếp từ động từ poznać, trong tiếng Ba Lan có nghĩa là "làm quen" hoặc "nhận ra", vì vậy nó có thể đơn giản dịch là "thị trấn được biết đến".
Những tài liệu tham khảo sớm nhất còn sót lại về thành phố được tìm thấy trong biên niên sử của Thietmar of Merseburg: episcopus Posnaniensis (" giám mục của Poznań ", trong mục nhập cho năm 970) và ab urbe Posnani ("từ thành phố Poznań", cho năm 1005) được viết từ năm 1012 đến 1018. Cụm từ trong Poznan xuất hiện vào năm 1146 và 1244. Tên của thành phố xuất hiện trong các tài liệu trong trường hợp đề cử bằng tiếng Latinh là Posnania năm 1236 và Poznania năm 1247.
Poznań được biết đến với cái tên Posen trong tiếng Đức, và từ ngày 20 tháng 8 năm 1910 đến ngày 28 tháng 11 năm 1918, được chính thức gọi là Haupt- und Residenzstadt Posen ("Thành phố Thủ đô và Cư trú của Poznań"). Tên chính thức đầy đủ của thành phố là Stołeczne Miasto Poznań ("Thành phố thủ đô của Poznań"), liên quan đến vai trò là trung tâm quyền lực chính trị của nhà nước Ba Lan sơ khai. Tên Latinh của thành phố là Posnania và Civitas Posnaniensis. Tên tiếng Yiddish của nó là פּױזן, hoặc Poyzn.
Trong tiếng Ba Lan, tên thành phố có giới tính ngữ pháp là nam.

## Lịch sử

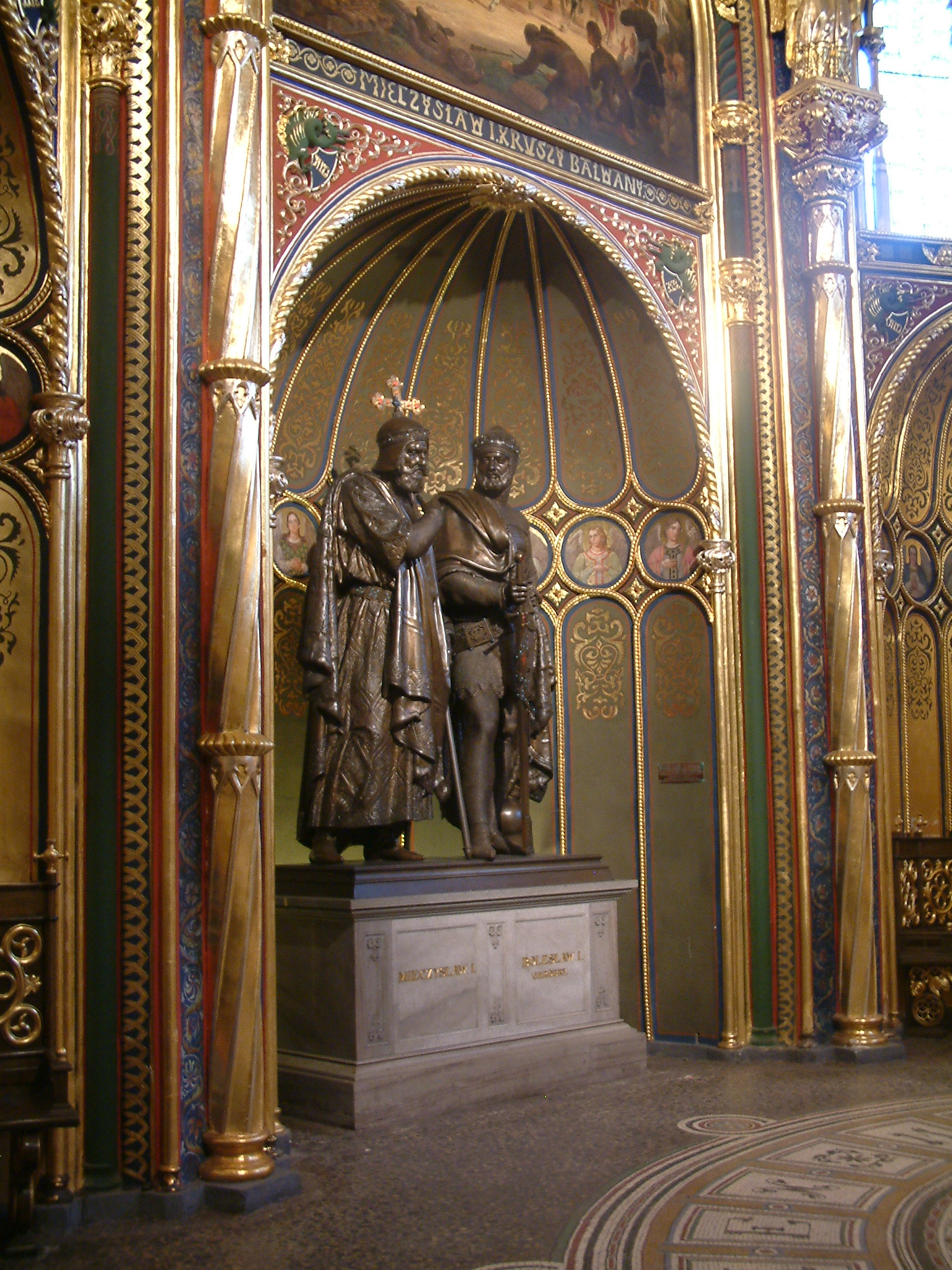
Tượng đài Mieszko I và Bolesław I the Brave, Nhà nguyện vàng ở Nhà thờ Poznań

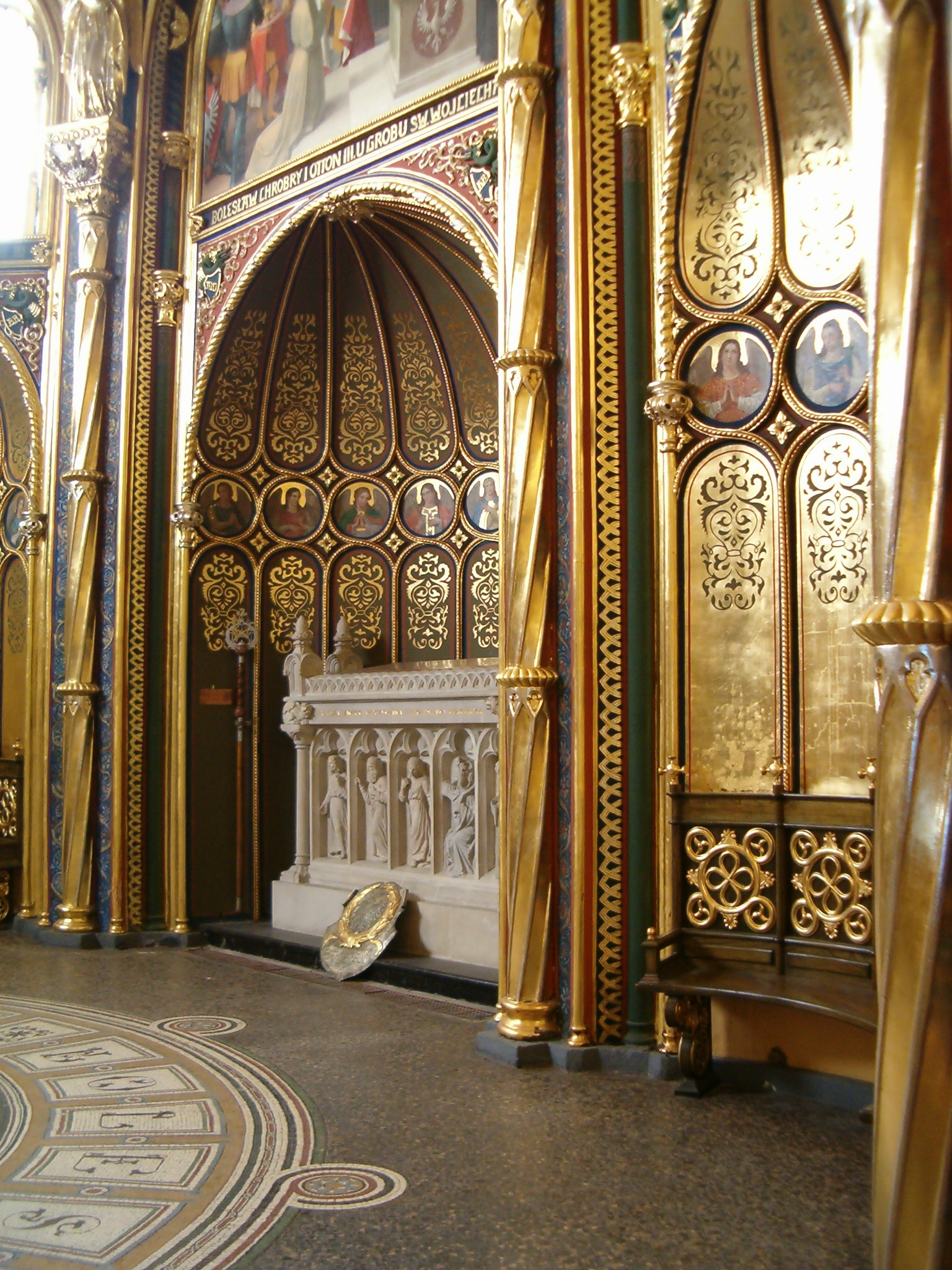
Lăng mộ của Mieszko I và Bolesław I trong Nhà thờ Poznań

Trong nhiều thế kỷ trước khi Thiên chúa hóa Ba Lan, Poznań (bao gồm một thành trì kiên cố giữa sông Warta và Cybina, trên khu vực ngày nay là Ostrów Tumski) là một trung tâm văn hóa và chính trị quan trọng của bộ tộc Polan. Lễ rửa tội của Mieszko năm 966 được coi là thời điểm quyết định trong quá trình Cơ đốc hóa nhà nước Ba Lan, có thể đã diễn ra ở Poznań. Mieszko I, người cai trị lịch sử đầu tiên được ghi lại trong lịch sử của người Ba Lan, và của nhà nước Ba Lan sơ khai mà họ thống trị, đã xây dựng một trong những trụ sở chính ổn định của mình ở Poznań.
Sau lễ rửa tội, nhà thờ của Poznaz bắt đầu được xây dựng, và cũng được coi là nhà thờ đầu tiên ở Ba Lan. Poznań có lẽ là nơi ngự trị chính của vị giám mục truyền giáo đầu tiên được cử đến Ba Lan, Giám mục Jordan. Đại hội Gniezno vào năm 1000 đã dẫn đến việc thành lập tổng giám mục thường trực đầu tiên của đất nước tại Gniezno (nơi thường được coi là thủ đô của Ba Lan trong thời kỳ đó), mặc dù Poznań tiếp tục có các giám mục độc lập của riêng mình. Nhà thờ của Pozna là nơi chôn cất các vị vua Piast thời kỳ đầu (Mieszko I, Boleslaus I, Mieszko II, Casimir I), và sau đó là Przemysł I và King Przemysł II.
Phản ứng ngoại giáo sau cái chết của Mieszko II (có lẽ là ở Poznań) vào năm 1034 khiến khu vực này suy yếu, và vào năm 1038, Công tước Bretislaus I của Bohemia đã sa thải và tiêu diệt cả Poznań và Gniezno. Ba Lan được thống nhất dưới thời Casimir I the Restorer vào năm 1039, nhưng thủ đô đã được chuyển đến Kraków, nơi tương đối không bị ảnh hưởng bởi những rắc rối. Năm 1138, theo di chúc của Bolesław III, Ba Lan được chia thành các công quốc riêng biệt dưới thời các con trai của nhà vua quá cố, Poznań và vùng phụ cận trở thành lãnh địa của Mieszko III the Old, công quốc đầu tiên của các Công tước của Đại Ba Lan. Thời kỳ chia cắt này kéo dài đến năm 1320. Duchies thường xuyên đổi chủ; quyền kiểm soát Poznań, Gniezno và Kalisz đôi khi thuộc về một công tước duy nhất, nhưng những lúc khác, những công quốc này lại tạo thành các công quốc riêng biệt. 

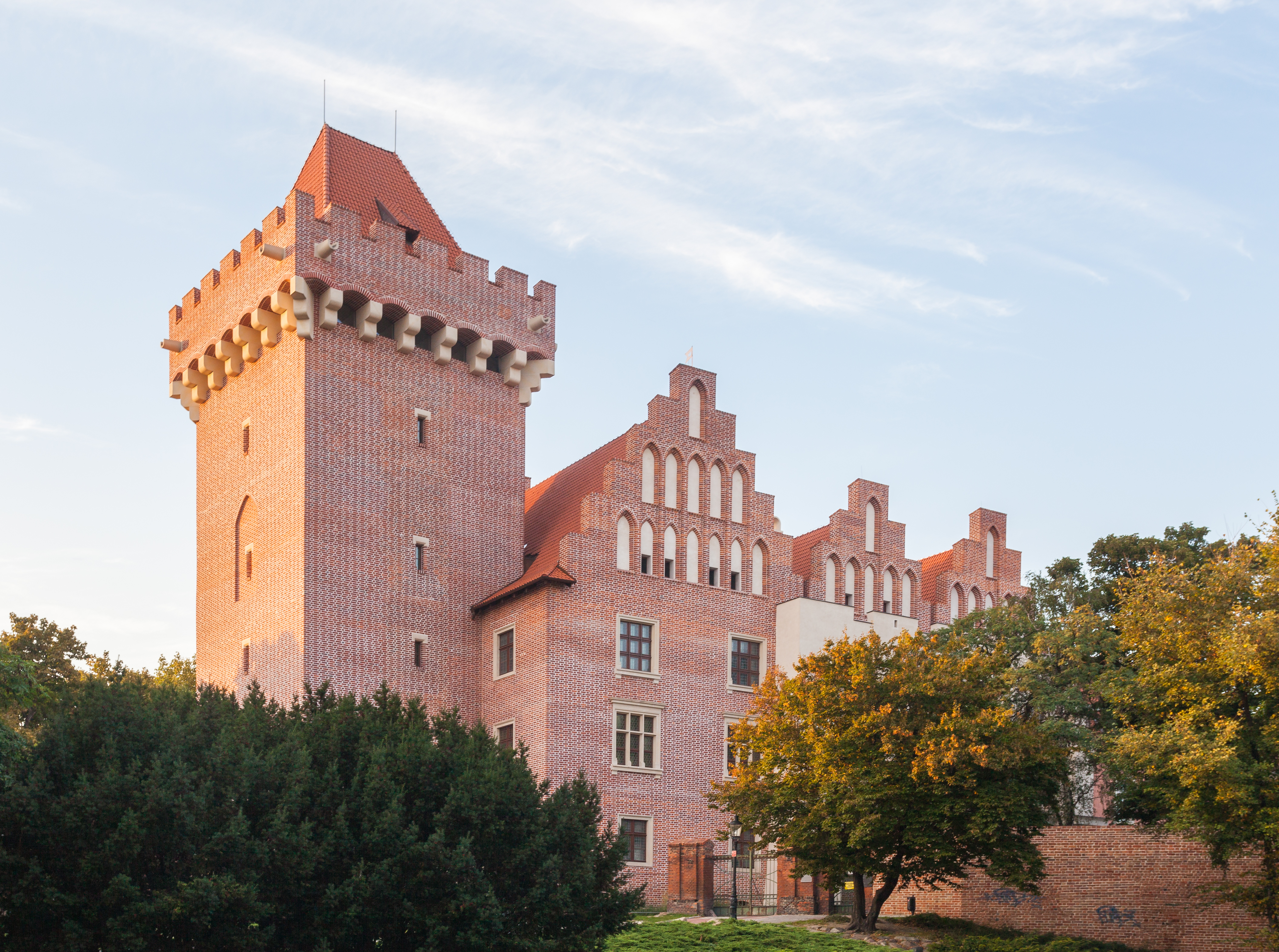
Lâu đài Hoàng gia sau khi tái thiết hoàn toàn

Vào khoảng năm 1249, Công tước Przemysł I bắt đầu xây dựng những gì sẽ trở thành Lâu đài Hoàng gia trên một ngọn đồi ở bờ trái của Warta. Sau đó, vào năm 1253 Przemysł ban hành một hiến chương cho Thomas of Guben (Gubin) để thành lập một thị trấn theo luật Magdeburg, giữa lâu đài và sông. Thomas đã đưa một số lượng lớn những người định cư Đức đến để hỗ trợ xây dựng và rồi họ đã định cư lại ở Poznan - đây là một ví dụ về đặc điểm của cuộc di cư phía đông Đức (Ostsiedlung) của thời kỳ đó. Thành phố (bao gồm khu vực của khu Phố Cổ ngày nay) được bao quanh bởi một bức tường phòng thủ, tích hợp với lâu đài. Theo Walter Kuhn, vào năm 1400, ba phần tư dân số của thị trấn nói tiếng Đức.

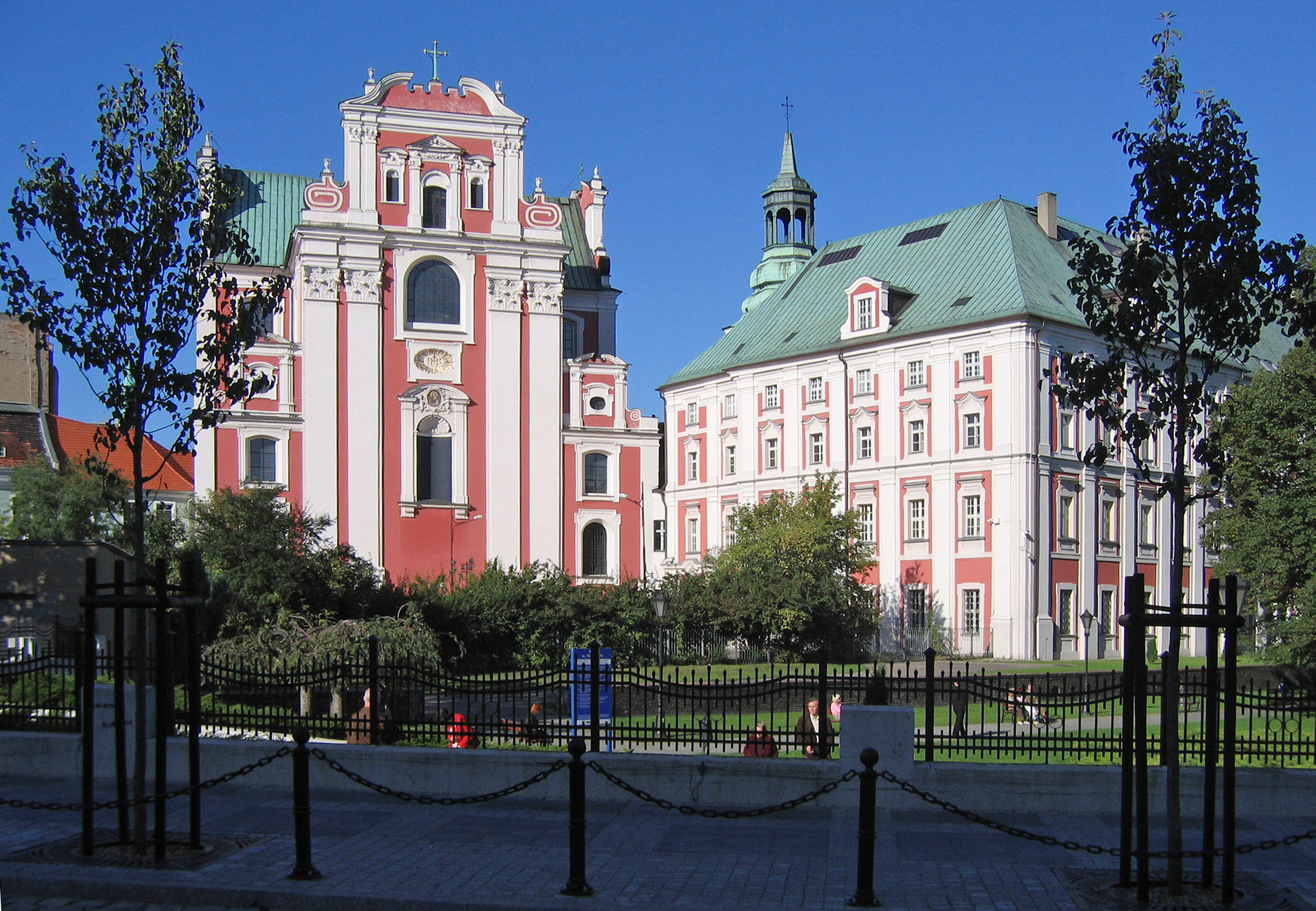
Jesuits 'College là một trong những trường danh tiếng nhất trong Khối thịnh vượng chung Ba Lan - Litva

Tầm quan trọng của thành phố bắt đầu phát triển trong thời kỳ Jagiellonian, do vị trí của nó trên các tuyến đường giao thương từ Lithuania và Ruthenia đến Tây Âu. Trong khối liên hiệp Ba Lan, và sau đó trong Ba Lan-Litva, Poznań là chỗ của một Voivodeship Nó sẽ trở thành trung tâm buôn bán lông thú lớn vào cuối thế kỷ 16. Các khu định cư ngoại ô phát triển xung quanh các bức tường thành, trên các đảo sông và ở hữu ngạn, với một số (Ostrów Tumski, Śródka, Chwaliszewo, Ostrówek) có được điều lệ thị trấn của riêng họ. Tuy nhiên sự phát triển của thành phố bị cản trở bởi những đám cháy và tình trạng lũ lụt thường xuyên. Ngày 2 tháng 5 năm 1536 một đám cháy đã phá hủy 175 tòa nhà, bao gồm cả lâu đài, tòa thị chính, tu viện và khu định cư ngoại ô có tên St. Martin  Năm 1519, Học viện Lubrański được thành lập tại Poznań như một tổ chức giáo dục đại học (nhưng không có quyền cấp bằng, vốn được dành cho Đại học Jagiellonian của Kraków). Tuy nhiên, một trường cao đẳng của Jesuits được thành lập tại thành phố vào năm 1571 trong thời kỳ Phản Cải cách. Ngôi trường bắt đầu có quyền cấp bằng từ năm 1611 đến năm 1773, khi nó được kết hợp với Học viện.
Trong nửa sau của thế kỷ 17 và phần lớn thế kỷ 18, Poznań bị ảnh hưởng nghiêm trọng bởi một loạt các cuộc chiến tranh (và các cuộc chiếm đóng, cướp bóc và tàn phá của quân đội) - Chiến tranh phương Bắc thứ hai và thứ ba, Chiến tranh Kế vị Ba Lan, Bảy Chiến tranh nhiều năm và cuộc nổi dậy của Liên minh Thanh. Nó cũng bị ảnh hưởng bởi các đợt bùng phát dịch hạch thường xuyên, và lũ lụt. Điển hình, lũ lụt vào năm 1976 đã phá hủy hầu hết các tòa nhà ở ngoại ô. Dân số của khu đô thị giảm mạnh, từ 20.000 vào khoảng năm 1600 xuống còn 6.000 vào khoảng năm 1730. Những người định cư Bambergian và Hà Lan (Bambrzy và Olędrzy) đã được đưa đến để xây dựng lại các vùng ngoại ô bị tàn phá. Năm 1778, một "Ủy ban Trật tự tốt" (Komisja Dobrego Porządku) được thành lập trong thành phố, có nhiệm vụ giám sát các nỗ lực xây dựng lại và tổ chức lại chính quyền của thành phố. Tuy nhiên, vào năm 1793, trong Phân vùng thứ hai của Ba Lan, Poznań nằm dưới quyền kiểm soát của Vương quốc Phổ, trở thành một phần (và là tiền đề sau này) của tỉnh Nam Phổ. 

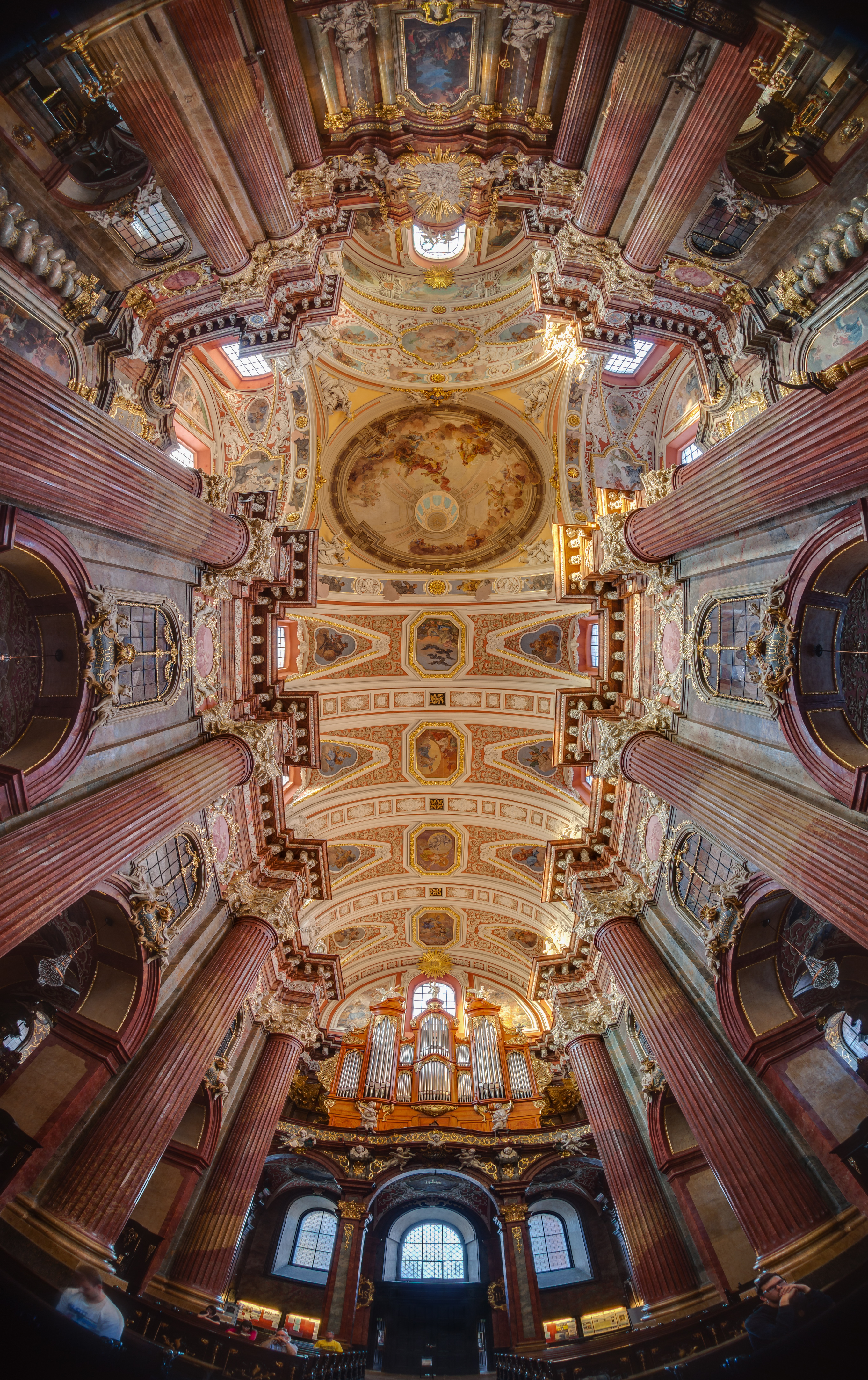
Các chi tiết bên trong Nhà thờ Poznań Fara Collegiate, một trong những ví dụ tuyệt vời nhất và được bảo tồn tốt nhất của kiến trúc baroque ở Ba Lan. Việc xây dựng ngôi đền bắt đầu vào năm 1651 và mất gần nửa thế kỷ để hoàn thành

Chính quyền Phổ mở rộng ranh giới thành phố, biến thành phố - ban đầu luôn trong tình trạng đóng cửa - và các vùng ngoại ô gần nhất của nó thành một đơn vị hành chính duy nhất. Các vùng ngoại ô tả ngạn được hợp nhất vào năm 1797 cùng với Ostrów Tumski, Chwaliszewo, Śródka, Ostrówek và Łacina (St. Roch) vào năm 1800. Đầu thế kỷ 19, các bức tường thành cũ đã được dỡ bỏ, dẫn đến sự phát triển lớn diễn ra ở phía tây của thành phố cổ cùng nhiều đường phố chính của trung tâm thành phố ngày nay được xây dựng
Trong cuộc nổi dậy ở Đại Ba Lan năm 1806, binh lính Ba Lan và dân tình nguyện đã hỗ trợ những nỗ lực của Napoléon bằng cách đánh đuổi quân Phổ khỏi khu vực. Thành phố trở thành một phần của Công quốc Warsaw vào năm 1807, và là nơi đặt trụ sở của Sở Poznań - một đơn vị phân chia hành chính và chính quyền địa phương. Tuy nhiên, vào năm 1815, sau Đại hội Vienna, khu vực này được trả lại cho Phổ, và Poznań trở thành thủ đô của Đại công quốc bán tự trị Posen.
Thành phố tiếp tục mở rộng, và nhiều dự án khác nhau được tài trợ bởi các nhà từ thiện Ba Lan, chẳng hạn như Thư viện Raczyński và khách sạn Bazar. Tuyến đường sắt đầu tiên của thành phố, chạy đến Stargard, mở cửa vào năm 1848. Do vị trí chiến lược của nó, nhà cầm quyền Phổ dự định biến Poznań thành một thành phố pháo đài, xây dựng một vòng công sự phòng thủ xung quanh nó. Công việc xây dựng thành (Fort Winiary) bắt đầu vào năm 1828, và trong những năm sau đó, toàn bộ hệ thống phòng thủ (Festung Posen) đã được hoàn thành.
Một cuộc nổi dậy ở Ba Lan lớn hơn trong cuộc Cách mạng năm 1848 cuối cùng đã không thành công, và Đại công quốc mất quyền tự chủ còn lại của mình, Poznań đơn giản trở thành thủ phủ của tỉnh Posen của Phổ. Nó sẽ trở thành một phần của Đế chế Đức với sự thống nhất của các quốc gia Đức vào năm 1871. Những người yêu nước Ba Lan tiếp tục thành lập các hội (như Hội Kinh tế Trung ương cho Đại công quốc Poznań), và một nhà hát Ba Lan (Teatr Polski, vẫn đang hoạt động) mở cửa vào năm 1875; tuy nhiên, các nhà chức trách đã nỗ lực để Đức hóa khu vực, đặc biệt là thông qua Ủy ban Hòa giải Phổ (thành lập năm 1886). Người Đức chiếm 38% dân số thành phố vào năm 1867, mặc dù tỷ lệ này sau đó sẽ giảm đi phần nào, đặc biệt là sau khi khu vực này trở lại Ba Lan.
Một cuộc mở rộng khác của Festung Posen đã được lên kế hoạch, với một vòng ngoài gồm các pháo đài cách nhau rộng rãi hơn xung quanh chu vi của thành phố. Việc xây dựng chín pháo đài đầu tiên bắt đầu vào năm 1876, và chín pháo đài trung gian được xây dựng từ năm 1887. Vòng trong của các công sự hiện được coi là lỗi thời và gần như bị phá bỏ vào đầu thế kỷ 20 (mặc dù tòa thành vẫn được sử dụng). Điều này tạo không gian cho việc xây dựng dân dụng hơn nữa, đặc biệt là Cung điện Hoàng gia (Zamek), hoàn thành năm 1910, và các tòa nhà lớn khác xung quanh nó (bao gồm các tòa nhà đại học trung tâm ngày nay và nhà hát opera). Ranh giới của thành phố cũng được mở rộng đáng kể đến các ngôi làng ngoại ô cũ: Piotrowo và Berdychowo năm 1896, Łazarz, Górczyn, Jeżyce và Wilda năm 1900, và Sołacz năm 1907.

Vào cuối Thế chiến thứ nhất, Cuộc nổi dậy Đại Ba Lan cuối cùng (1918–1919) đã đưa Poznań và phần lớn khu vực trở về với Ba Lan mới tái sinh, điều này đã được Hiệp ước Versailles xác nhận. Những người dân địa phương của Đức đã phải nhập quốc tịch Ba Lan hoặc rời khỏi đất nước. Điều này đã dẫn đến một cuộc di cư rộng rãi của những người dân tộc Đức trong dân cư của thị trấn. Dân số Đức của thị trấn giảm từ 65.321 người vào năm 1910 xuống còn 5.980 người vào năm 1926 và tiếp tục là 4.387 người vào năm 1934. Vào thời Cộng hòa Ba Lan thứ hai giữa các cuộc chiến, thành phố một lần nữa trở thành thủ đô của Poznań Voivodeship. Trường đại học của Poznań (ngày nay được gọi là Đại học Adam Mickiewicz) được thành lập vào năm 1919. Năm 1925, Hội chợ Quốc tế Poznań lần đầu tiên được tổ chức. Năm 1929, địa điểm tổ chức hội chợ là nơi tổ chức Triển lãm Quốc gia lớn (Powszechna Wystawa Krajowa, thường được gọi là PeWuKa) đánh dấu kỷ niệm mười năm độc lập đã thu hút khoảng 4,5 triệu lượt khách. Vào năm 1925, ranh giới của thành phố một lần nữa được mở rộng với các tỉnh: Główna, Komandoria, Rataje, Starołęka, Dębiec, Szeląg và Winogrady và thêm Golęcin, Podolany trong năm 1933. 

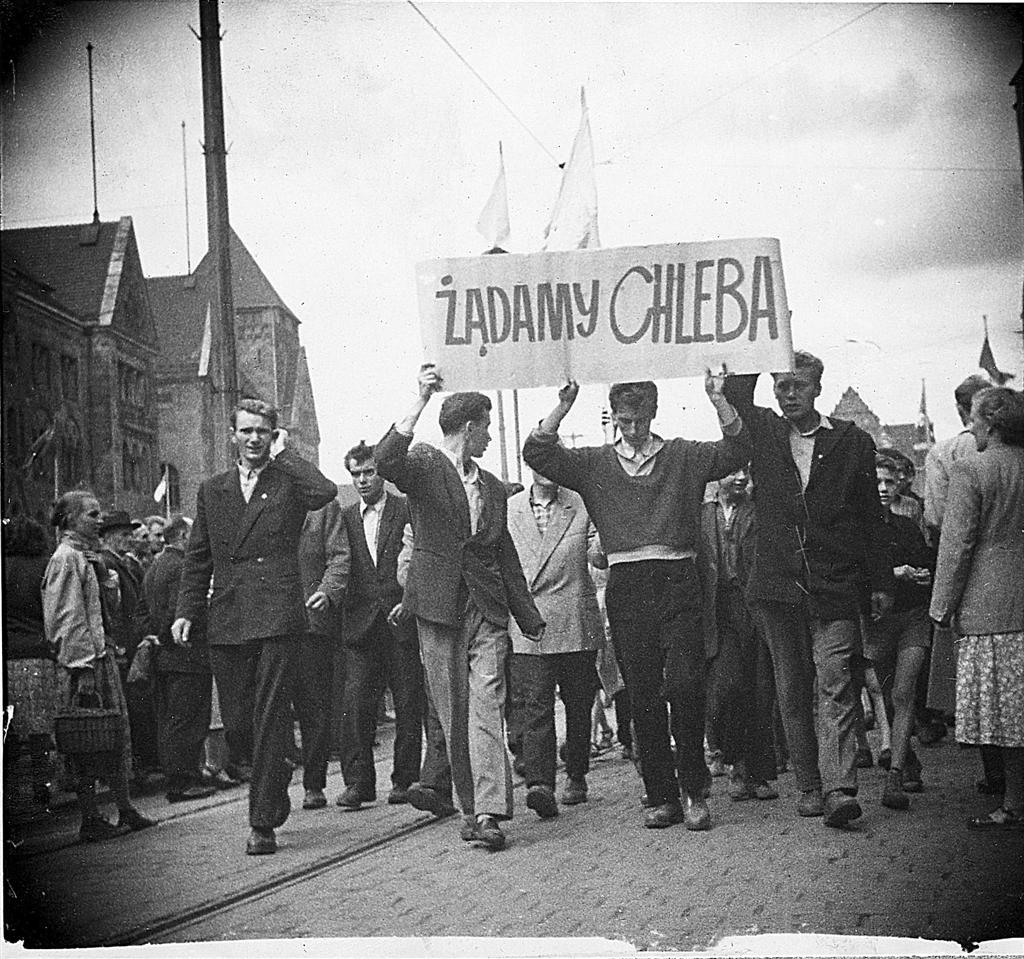
Cuộc biểu tình Poznań năm 1956. Tấm biển ghi "Chúng tôi yêu cầu bánh mì!".

Trong thời kỳ Đức chiếm đóng 1939–1945, Poznań được hợp nhất vào Đệ tam Đế chế với tư cách là thủ phủ của Reichsgau Wartheland. Nhiều cư dân Ba Lan đã bị hành quyết, bị bắt, bị trục xuất đến Tổng chính phủ hoặc bị sử dụng làm lao động cưỡng bức trong khi nhiều người Đức và Volksdeutsche đã được định cư trong thành phố. Dân số Đức tăng từ khoảng 5.000 người vào năm 1939 (khoảng 2% dân số) lên khoảng 95.000 người vào năm 1944. Dân số Do Thái trước chiến tranh khoảng 2.000 người  hầu hết đã bị sát hại trong Holocaust. Một trại tập trung đã được thiết lập ở Pháo đài VII, một trong những pháo đài ngoại vi thế kỷ 19. Trại sau đó được chuyển đến Żabikowo ở phía nam Poznań. Chính quyền Đức Quốc xã đã mở rộng đáng kể ranh giới của Poznań bao gồm phần lớn diện tích ngày nay của thành phố. Hầu hết ranh giới mở rộng vẫn được giữ nguyên cho đến ngày nay. Vào ngày 23 tháng 2 năm 1945 sau trận Poznań, Poznań bị Hồng quân đánh chiếm, với sự hỗ trợ của quân tình nguyện Ba Lan. Thành cổ là điểm cuối cùng bị đánh chiếm, và giao tranh khiến phần lớn thành phố, đặc biệt là Khu Phố Cổ trở thành những đống đổ nát, kể cả các tượng đài lịch sử (ví dụ tượng Woodrow Wilson của Gutzon Borglum ở Poznan.).
Các cuộc biểu tình Poznań 1956 được coi là những ví dụ đầu tiền cho sự bất mãn với chế độ cộng sản. Vào tháng 6 năm 1956, một cuộc biểu tình của công nhân tại nhà máy đầu máy Cegielski của thành phố đã bùng nổ thành một loạt các cuộc đình công, biểu tình chống lại các chính sách của chính phủ. Sau khi một cuộc tuần hành phản đối được nổ ra vào ngày 28 tháng 6, đám đông đã tấn công đảng cộng sản và trụ sở cảnh sát mật, nơi họ bị đẩy lui bởi tiếng súng. Bạo loạn tiếp tục trong hai ngày cho đến khi bị quân đội dập tắt. Theo số liệu chính thức, đã có tới 67 người thiệt mạng. Một đài tưởng niệm các nạn nhân được dựng lên vào năm 1981 tại Plac Mickiewicza.
Những năm sau chiến tranh đã chứng kiến nhiều quá trình tái thiết đối với các tòa nhà bị hư hại do giao tranh. Từ những năm 1960 trở đi, nhà ở tập trung bắt đầu phát triển, chủ yếu bao gồm các khối nhà bằng bê tông đúc sẵn, đặc biệt là ở Rataje và Winogrady, và sau đó (sau khi thành phố được thành lập vào năm 1974) là Pitkowo. Một thay đổi cơ sở hạ tầng khác là việc định tuyến lại sông Warta theo hai nhánh thẳng ở hai bên của Ostrów Tumski (hoàn thành vào năm 1968).
Lần mở rộng ranh giới gần đây nhất của thành phố diễn ra vào năm 1987 đã bổ sung các khu vực mới, chủ yếu ở phía bắc Poznan, bao gồm Morasko, Radojewo và Kiekrz. Các cuộc bầu cử địa phương tự do đầu tiên sau khi chủ nghĩa cộng sản sụp đổ diễn ra vào năm 1990. Với những cải cách của chính quyền địa phương Ba Lan năm 1999, Poznań một lần nữa trở thành thủ phủ của một tỉnh lớn hơn (Greater Poland Voivodeship). Nó cũng trở thành chỗ của một powiat (" Poznański "), với thành phố thân đạt được trạng powiat riêng biệt.
Những phát triển cơ sở hạ tầng gần đây bao gồm: mở tuyến xe điện nhanh (Poznański Szybki Tramwaj, thường được gọi là Pestka) vào năm 1997; kết nối đường cao tốc đầu tiên của Poznań (một phần của A2 autostrada) vào năm 2003. Năm 2006, những chiếc F-16 Fighting Falcons đầu tiên của Ba Lan được hoàn thành tại Căn cứ Không quân số 31 ở Krzesiny, phía đông nam thành phố.
Poznań tiếp tục thường xuyên tổ chức các hội chợ thương mại và các sự kiện quốc tế, bao gồm cả Hội nghị Biến đổi Khí hậu của Liên hợp quốc năm 2008. Đây cũng là thành phố đăng cai tổ chức UEFA Euro 2012.

## Tham khảo

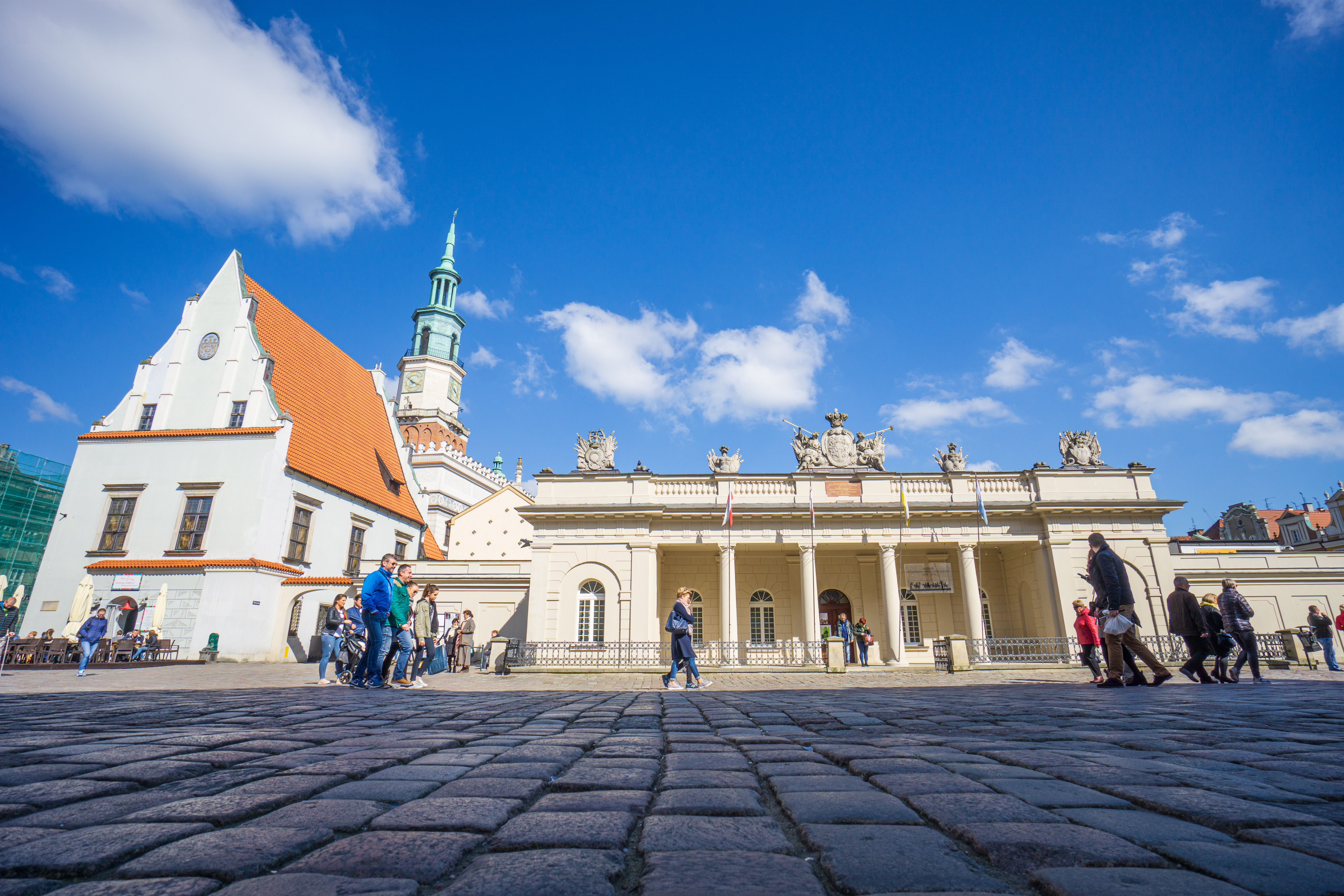
Palmiarnia Poznańska